# بيل ميتشيل
بيل ميتشيل (بالإنجليزية: Bill Mitchell)‏ (و. 1952 – م) هو عالم اقتصاد، وأستاذ جامعي، من أستراليا، ولد في أستراليا.